# Grassau (Altmark)
Grassau (Altmark) este o comună din landul Saxonia-Anhalt, Germania.